# Antonio Ricci (peintre)
Pour les articles homonymes, voir Ricci.
Antonio Ricci (Ancône, c. 1565 - Madrid, c. 1635) est un peintre baroque italien établi à Madrid, où s'est déroulée toute sa carrière.

## Biographie
Né à Ancone, il a travaillé en Espagne, où il est arrivé jeune, en 1585, pour travailler à la décoration du monastère de l'Escurial, sous les ordres de Federico Zuccaro. Au bout de six mois, il a été renvoyé avec tous ses compagnons, mais il n'est pas retourné en Italie. Il s'est marié en 1588 avec Gabriela de Chaves ou de Guevara et s'est établi à Madrid, où occasionnellement il est cité dans les documents, comme dans les vers que lui a dédiés Alonso de Castillo Solórzano dans les Donaires del Parnaso, sous le nom d'Antonio Riche.
En Madrid sont nés ses onze enfants, dont deux sont devenus peintres Juan Andres Ricci né en 1600 et Francisco Ricci né en 1614. De son travail de peintre, peu de choses sont conservées, bien que sont abondantes les informations qui indiquent l'existence d'un atelier actif. Il travaille en particulier depuis Madrid pour le patriarche Juan de Ribera. Son fils Francisco a souligné son travail de portraitiste, car Antonio a été peintre du prince Philippe IV, et parmi les rares œuvres qui restent de lui, on trouve précisément les portraits des ducs de Ciriza et celui de sœur Margarita de la Cruz, fille de l'empereur Maximilien II au monastère des Déchaussées royales, mais également on conserve une Magdalena penitente signée et on peut constater qu'il n'a pas dédaigné des travaux mineurs, comme la peinture de soixante deux planchitas avec des angelots pour un reliquaire.
À Madrid, il a maintenu un contact avec le cercle des artistes et intellectuels italiens résidant à la cour, comme Vicente Carducho, participant en 1603 aux tentatives de création de l'Academia de San Lucas de Madrid, dont il a été nommé représentant avec Patricio Caxés, Luis de Carvajal et Francisco López (en). À côté de cette activité, vers 1616, il a été nommé visitador general de la limpieza y empedrado de Madrid, et en 1631 il a écrit une lettre à don Alonso de Villegas pour l'informer d'expériences alchimiques qu'il était en train de réaliser. En 1633, il a fait faillite et deux ans plus tard, son épouse est morte en prison, où elle était retenue pour dettes. Comme il n'est pas dit qu'elle était veuve, il est possible qu'Antonio soit alors toujours vivant, bien qu'on n'ait plus de ses nouvelles.